# Aznī
Aznī (persiska: ازنی, اَزِنی, اُوليكا) är en ort i Iran.   Den ligger i provinsen Mazandaran, i den norra delen av landet, 190 km öster om huvudstaden Teheran. Aznī ligger 1 057 meter över havet och antalet invånare är 246.
Terrängen runt Aznī är huvudsakligen kuperad, men åt nordost är den bergig. Terrängen runt Aznī sluttar västerut.Runt Aznī är det ganska tätbefolkat, med 111 invånare per kvadratkilometer. Närmaste större samhälle är Kīāsar, 10,9 km öster om Aznī. I omgivningarna runt Aznī växer i huvudsak blandskog.